# Шевченко (Харьковская область)
Шевченко (укр. Шевченка), село, 
Козачо-Лопанский поселковый совет,
Дергачёвский район,
Харьковская область.
Код КОАТУУ — 6322055604. Население по переписи 2001 года составляет 13 (5/8 м/ж) человек.

## Географическое положение
Село Шевченко находится на правом берегу реки Лопань, выше по течению в 3-х км расположено село Красный Хутор (Белгородская область), ниже по течению примыкает к пгт Казачья Лопань, на противоположном берегу — село Гранов, на расстоянии в 1 км проходит граница с Россией.
Рядом с селом проходит железная дорога, на расстоянии в 1 км станция Платформа 737 км.

## История
- 1920 - дата основания.